# 대만주보
대만주보(臺灣週報)는 중화민국 정부가 매주 발행하는 일본어판 정부 홍보지이다.
중화민국과 일본의 외교 관계가 있었던 1959년 7월에 당시 중화민국 주일대사관 신문처가 중화주보(中華週報)라는 이름으로 창간하였다. 1972년 단교 이후 1개월간 휴간을 한 이후 중화주보사의 명칭으로 발행을 계속하였다. 1990년대 후반부터 인터넷판도 시작하였다.
민주진보당 천수이볜 정권 시기인 2001년 5월에 타이베이주보(臺北週報)로 개명이 되고 2004년 1월에 현재 명칭인 대만주보로 개칭되었다.
현재 발행처는 대만주보사(臺灣週報社)이지만 소재지가 타이베이 주일 경제문화대표처와 동일해서 대표처의 홍보부와 실질적으로 동일한 기관이다.

## 같이 보기
- 타이베이 주일 경제문화대표처